# Protoènor
Protoènor (grec: Προθοήνωρ) va ser un dels líders del contingent dels beocis que participà en la guerra de Troia. Apareix en el Catàleg de les naus, a la Ilíada. Era fill d'Arquílic i Teòbula, germà de Arcesilau; comanava vuit vaixells. Joan Tzetzes el fa fill d'Alèctor i Arteis, i per això un mig-germà de Leitos i Cloni. Segons la Ilíada, el va matar Polidamant, qui immediatament va vantar-se'n.